# Lamissone
Lamissone (o Laiamicho) (fl. V secolo) fu re dei Longobardi nella prima metà del V secolo.

## Biografia
Allievo e successore di Agilmondo, salì al trono nella difficile temperie di un duro scontro con gli Unni, ai quali i Longobardi si opponevano per potersi installare in un'area del medio corso del Danubio, parte della provincia romana del Norico. Lo stesso Agilmondo aveva perso la vita in battaglia, e sua figlia era stata fatta schiava. Lamissone seppe capovolgere le sorti del conflitto e, a detta della tradizione longobarda, conseguì una vittoria che consentì ai Longobardi di conservare indipendenza e identità.
Secondo la leggenda, Lamissone era stato salvato ancora in fasce dallo stesso Agilmondo, che l'aveva ripescato dall'acquitrino in cui la madre l'aveva gettato, insieme ai suoi sei fratelli gemelli.